# شوكميبة نهمة
شوكميبة نهمة (الاسم العلمي: Acanthamoeba polyphaga) هي نوع من الطلائعيات تتبع جنس الشوكميبة من فصيلة الشوكميبات.